# Sabine Bode (Journalistin, 1947)
Sabine Bode (* 1947 in Eilsleben) ist eine deutsche Journalistin und Buchautorin.
Sie begann als Redakteurin beim Kölner Stadt-Anzeiger. Seit 1978 arbeitet sie freiberuflich als Journalistin und Buchautorin. Ihre Hörfunkbeiträge werden überwiegend im WDR und im NDR gesendet. Sabine Bode lebt in Köln.
Bekannt wurde Sabine Bode insbesondere durch ihre Bücher über Kriegskinder und Kriegsenkel. Sie deckte auf, dass kindliche Kriegstraumata oft jahrzehntelang unbewusst und unentdeckt bleiben und erst im höheren Lebensalter mit seinen zusätzlichen Belastungen offenbar werden. Darüber hinaus wirken die Traumata der Kriegskinder oft transgenerational weiter.

## Veröffentlichungen
- Die vergessene Generation – Die Kriegskinder brechen ihr Schweigen. 20. Auflage. Klett-Cotta, Stuttgart 2014, ISBN 978-3-608-94797-7.
- Kriegsenkel. Die Erben der vergessenen Generation. 10. Auflage. Klett-Cotta, Stuttgart 2013, ISBN 978-3-608-94807-3.
- Die deutsche Krankheit – German Angst. Piper, München, Zürich 2008, ISBN 978-3-492-25135-8.
- Wir Alten. Porträts einer lebenserfahrenen Generation. Patmos, Düsseldorf 2008, ISBN 978-3-491-36010-5.
- Nachkriegskinder. Die 1950er Jahrgänge und ihre Soldatenväter. 3. Auflage. Klett-Cotta, Stuttgart 2015, ISBN 978-3-608-98052-3.
- Frieden schließen mit Demenz. Klett-Cotta, Stuttgart 2014, ISBN 978-3-608-96108-9.
- Das Mädchen im Strom, Roman. Klett-Cotta, Stuttgart 2017, ISBN 978-3-608-96200-0.
- mit Fritz Roth: Der Trauer eine Heimat geben. Lübbe, Bergisch Gladbach 1998, ISBN 978-3-7857-0919-1.
- mit Fritz Roth: Wenn die Wiege leer bleibt. Hilfe für trauernde Eltern. Ehrenwirth Verlag, Bergisch Gladbach 2002, ISBN 978-3-431-03344-1.
- mit Fritz Roth: Trauer hat viele Farben. Ehrenwirth, Bergisch Gladbach 2004, ISBN 978-3-431-03599-5.
- mit Fritz Roth: Trauer ist Liebe. Was menschliche Trauer wirklich braucht. Gütersloher Verl.-Haus, Gütersloh 2006, ISBN 978-3-579-06814-5.
- Geschwister im Gegenlicht. Klett-Cotta, Stuttgart 2023, ISBN 978-3-608-98747-8.